# Чирвоный Рог (Добрушский район)
Чирвоный Рог (бел. Чырво́ны Рог; до 30 июля 1964 года — Рог) — упразднённый посёлок в Добрушском районе Гомельской области Беларуси. Входит в состав Васильевского сельсовета.

## География

### Расположение
В 28 км на юго-восток от районного центра Добруш, в 51 км от Гомеля, в 10 км от железнодорожной станции Тереховка, расположенной на линии Гомель — Бахмач.
Ближайшие населённые пункты Васильевка, Красный Алес, Орёл и др.

## Транспортная система
Транспортная связь по автомобильной дороге, связывающей посёлок с Добрушем. Далее по просёлочной дороге.

## История
До 30 июля 1964 года посёлок носил название Рог.
В составе колхоза "имени Ю.А. Гагарина".
В 1987 году посёлок упразднён (вместе с посёлком Орёл).

## Достопримечательность
- Памятный знак, расположенный на территории бывшего пос. Красный Рог, погибшим воинам в годы Великой Отечественной войны, которые проживали  в посёлке, и работали в местном колхозе до войны.